# Göteborg Gamlestaden
Göteborg Gamlestaden (szwedzki: Gamlestaden station) – przystanek kolejowy w Göteborgu, w dzielnicy Gamlestaden, w regionie Västra Götaland, w Szwecji. Znajduje się na Vänerbanan, pomiędzy Göteborgs centralstation i Surte. Stacja została otwarta d 08 grudnia 2012 i jest obsługiwana przez pociągi podmiejskie między Göteborgiem i Älvängen (Alependeln). Zatrzymują się tu również pociągi regionalne między Göteborgiem i Vänersborg. Obok stacji znajduje się na przystanek tramwajowy Gamlestadstorget pozwalający na przesiadkę na linie 4, 6, 7, 8, 9 i 11 oraz autobusów linii 59, 69, 78, 167 i 168.

## Linie kolejowe
- Vänerbanan